# Eratoneura econa
Eratoneura econa är en insektsart som först beskrevs av Ross 1957.  Eratoneura econa ingår i släktet Eratoneura och familjen dvärgstritar. Inga underarter finns listade i Catalogue of Life.